# Соктэ (станция метро)
«Соктэ» (кор. 석대역) — эстакадная станция Пусанского метро на Четвёртой линии; первая надземная станция в данном направлении и одна из пяти эстакадных станций на Четвёртой линии. Она представлена одной островной платформой. Станция обслуживается Пусанской транспортной корпорацией. Расположена в квартале Соктэ-дон (574-14 Seokdae-dong) административного района Хэундэгу города Пусан (Республика Корея). На станции установлены платформенные раздвижные двери.
Станция была открыта 30 марта 2011 года.
Открытие станции было совмещено с открытием всей Четвёртой линии, длиной 10,8 км, и еще 13 станций.